# Schönebeck
Schönebeck (Elbe) är en stad i det tyska förbundslandet Sachsen-Anhalt och den största staden i länet Salzlandkreis. Staden ligger vid floden Elbe ungefär 15 km från Magdeburgs centrum.

## Historia
Stadsdelen Frohse nämndes 936 för första gången i en urkund, och är därmed den äldsta delen av nuvarande Schönebeck. Efter en översvämning 1020 ändrade sig floden Elbes lopp och sedan dess flyttar den förbi Schönebeck. Stadens ursprungliga namn, Sconebeke, med betydelse "samhälle vid den smala ån", fanns 1223 för första gången i en urkund.
Stadens arkiv har flera dokument över häx- och trollkarlsprocesser som genomfördes i Schönebeck. Mellan 1576 och 1664 dömdes över 30 kvinnor och män till döden och avrättades på bål. I slutet av perioden mildrades straffen och de dömda personerna blev istället utvisade ur regionen.
1806 blev staden erövrad av Frankrike men blev senare åter tysk. 1839 byggdes en järnvägslinje till Magdeburg och 1913 öppnades en bro över Elbe.
Från 1943 till stadens erövring av amerikanska trupper, den 11 april 1945, fanns ett koncentrationsläger i Schönebeck, lägret var en utpost av KZ Buchenwald.

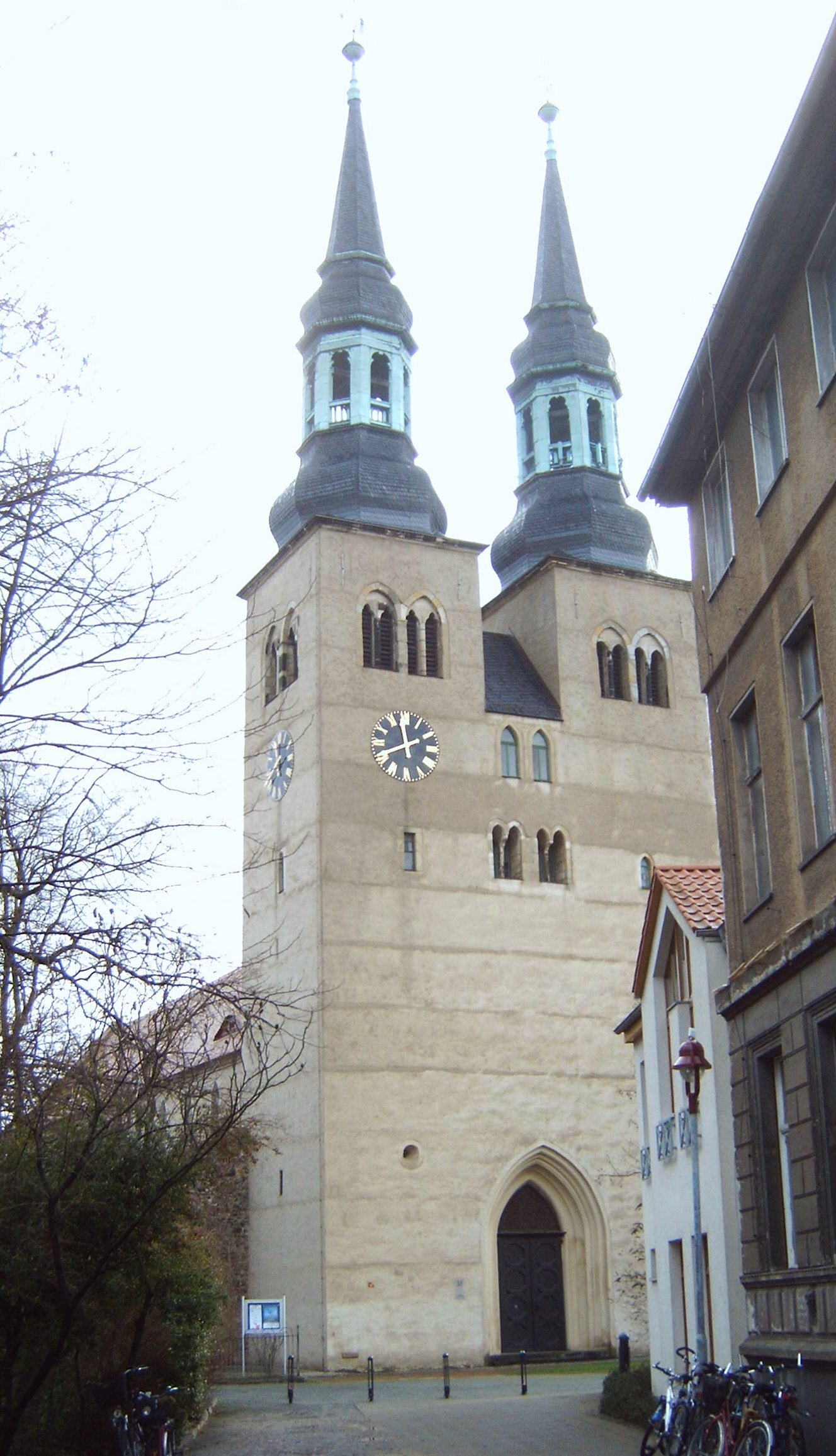
St. Jakobi kyrka
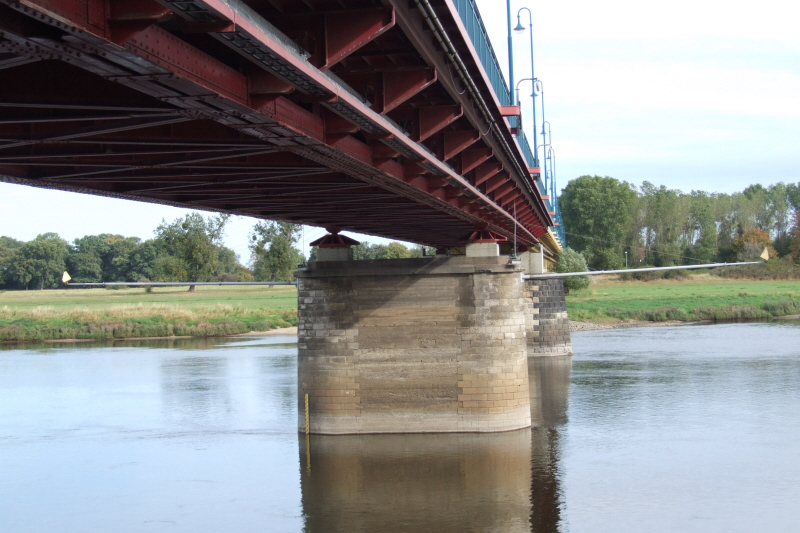
Bron över Elbe

## Näringsliv
Stadens industri dominerades av en saltgruva. Dessutom fanns produktionen av traktorer och kemiska produkter.